# Synidotea
Synidotea är ett släkte av kräftdjur. Synidotea ingår i familjen tånglöss.

## Dottertaxa tillSynidotea, i alfabetisk ordning[1]
- Synidotea acuta
- Synidotea angulata
- Synidotea bathyalis
- Synidotea berolzheimeri
- Synidotea bicuspida
- Synidotea birsteini
- Synidotea bogorovi
- Synidotea brazhnikovi
- Synidotea brunnea
- Synidotea calcarea
- Synidotea cinerea
- Synidotea consolidata
- Synidotea cornuta
- Synidotea epimerata
- Synidotea erosa
- Synidotea ezoensis
- Synidotea fecunda
- Synidotea fluviatilis
- Synidotea fosteri
- Synidotea francesae
- Synidotea grisea
- Synidotea hanumantharaoi
- Synidotea harfordi
- Synidotea hikigawaensis
- Synidotea hirtipes
- Synidotea indica
- Synidotea ishimarui
- Synidotea keablei
- Synidotea laevidorsalis
- Synidotea laevis
- Synidotea lata
- Synidotea laticauda
- Synidotea littoralis
- Synidotea longicirra
- Synidotea magnifica
- Synidotea marmorata
- Synidotea marplatensis
- Synidotea media
- Synidotea minuta
- Synidotea muricata
- Synidotea nebulosa
- Synidotea neglecta
- Synidotea nipponensis
- Synidotea nodulosa
- Synidotea oahu
- Synidotea otsuchiensis
- Synidotea pacifica
- Synidotea pallida
- Synidotea pettiboneae
- Synidotea pulchra
- Synidotea ritteri
- Synidotea sculpta
- Synidotea setifer
- Synidotea submarmorata
- Synidotea tuberculata
- Synidotea variegata
- Synidotea watsonae
- Synidotea worliensis